# Hydropneumatik
Die Hydropneumatik ist ein Federungssystem, das mittels Hydraulik und Pneumatik die Funktionen von Dämpfung und Federung leistet. Es wurde in den 1950er-Jahren von Paul Magès für die Pkw des französischen Automobilherstellers Citroën entwickelt. 1989 wurde das System um eine elektronische Steuerung ergänzt, siehe Hydractive. 2017 gab Citroën das System auf.
Die Hydropneumatik bietet potentiell eine komfortable, weiche Federung mit progressiver Kennlinie, variable Bodenfreiheit sowie automatische Niveauregulierung, passt sich also der Fahrzeugbelastung an.

## Aufbau

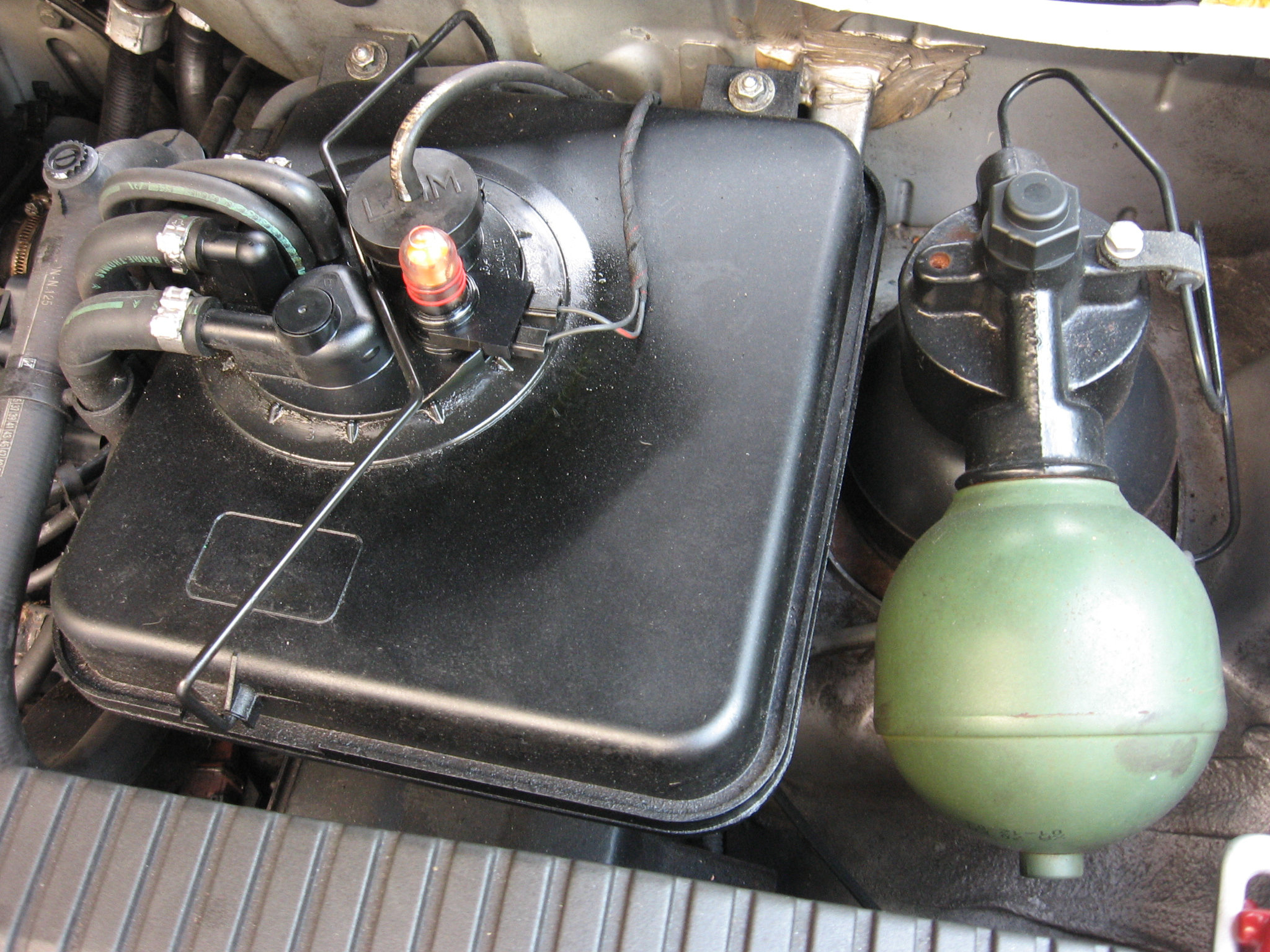
Teile des Hydropneumatiksystem mit Vorratsbehälter (links) und Federkugel (grün)

Anstelle von klassischen mechanischen Federn und Stoßdämpfern ist jedes Rad durch den Kolben eines Hydraulikzylinders mit einer Federkugel verbunden. Diese ist mit unter hohem Druck stehendem Stickstoff gefüllt, der durch eine Membran von der auf ihn einwirkenden Hydraulikflüssigkeit getrennt ist. Dieses Gas stellt das eigentliche Federungselement dar. Die Verbindung zum Rad wird über eine variable Menge an Hydraulikflüssigkeit hergestellt, welche die Radbewegungen über den Hydraulikzylinder auf die Membran der zugehörigen Federkugel überträgt. Die Menge der Hydraulikflüssigkeit in den Radzylindern der jeweiligen Achse wird von einem automatischen Regulierventil, dem sogenannten Höhenkorrektor, beeinflusst. Die Hydraulikflüssigkeit wird hierzu von einer Hochdruckpumpe permanent zur Verfügung gestellt. Die Schwingungsdämpfung wird über biegsame Ventilplättchen und Bypassbohrungen bewirkt, die den Durchfluss der Flüssigkeit zur Federkugel bremsen.
Das System ersetzt auf diese Weise sowohl herkömmliche Federn als auch Stoßdämpfer und arbeitet durch seine ständige Druckzuführung selbst bei Leckverlusten spielfrei, wodurch jederzeit eine voll wirksame Dämpfung gewährleistet ist.

## Funktion
Solange das Hydrauliksystem drucklos ist, steht kein Federweg zur Verfügung. Nach dem Motorstart hebt der von der Hydraulikpumpe aufgebaute Druck über die Höhenkorrektoren das Fahrzeug an: Die Karosserie wird auf die – bei Citroëns Hydropneumatik einstellbare – Idealhöhe (früher als Bodenfreiheit bezeichnet) angehoben, auf der den Rädern die vollen Federwege zur Verfügung stehen.
Eine Federung geht durch Belastung des Fahrzeugs „in die Knie“. Dieser Effekt muss bei Stahlfedern normalerweise durch eine ausreichend hohe Federhärte begrenzt werden, um einen gewissen Restfederweg aufrechtzuerhalten. Die Federung ist dann aber unbelastet härter als nötig, und es steht bei zunehmender Belastung immer weniger Federweg zur Verfügung. Hierdurch verschlechtert sich die Straßenlage zunehmend, die Karosserie hat praktisch nie ihre Idealhöhe.
Anders ist dies bei der Hydropneumatik: Bei einer Beladung des Fahrzeugs wird das Gas der Federkugel komprimiert, sein Volumen nimmt ab, die Karosserie sinkt ein. Dadurch gibt der Höhenkorrektor über ein Ventil Hydraulikflüssigkeit unter Druck in die Radaufhängungszylinder. Das verringerte Volumen des Gases wird durch das gleiche Volumen an Flüssigkeit ersetzt, die Karosserie erreicht so wieder die Idealhöhe. Die Federung wird so auf konstante Bodenfreiheit geregelt.

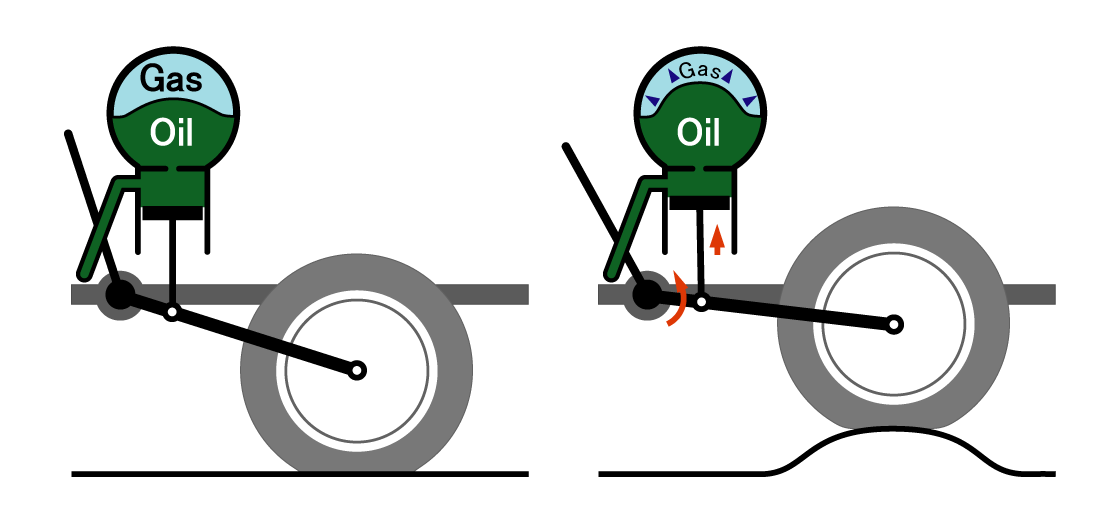
Komprimierung des Gases in der Federkugel beim Einfedern

Da nun ein Aufzehren des Federweges bei Belastung kompensiert ist, kann die Federung in ihrem Arbeitspunkt, der Idealhöhe, sehr weich ausgelegt werden. Eine wichtige Eigenschaft des federnden Stickstoffgases wird zudem zunutze gemacht, das Gesetz von Boyle-Mariotte, wonach das Produkt aus Druck und Volumen einer gegebenen Menge Gas immer konstant ist. Je mehr das Gas komprimiert wird, je geringer also sein Volumen wird, umso mehr Druckkraft ist nötig, um eine bestimmte Radbewegung zu bewirken. Die Eigenfrequenz des Fahrzeugs steigt mit der Zuladung bei der Hydropneumatik = Luftfeder mit konstantem Gasgewicht, ein wesentlicher Nachteil gegenüber konventionellen Luftfederungen = Luftfeder mit konstantem Gasvolumen. Es ergibt sich ein lastabhängig quadratischer Zuwachs der Federsteifigkeit, womit ein beladenes Fahrzeug eine straffere Federung hat als sie das leere Fahrzeug aufweist. Dies ist der Grund, weshalb Fahrzeuge mit Hydropneumatik im Leerzustand relativ weich ausgelegt sind, damit sie beladen nicht zu hart erscheinen. Fahrzeuge mit konventioneller linearer Stahlfederung werden im Gegensatz dazu deutlich härter ausgelegt, damit die Federung beladen nicht zu weich wird.
Das Fahrzeugniveau kann darüber hinaus auch manuell verstellt werden, etwa zum Überfahren schwieriger unbefestigter Wege oder zum Beladen.

### Zentralhydrauliksystem
Als optionales Nebenprodukt dieses Federungssystems ergibt sich die sogenannte Zentralhydraulik. Darunter versteht man die Einbindung weiter Arbeitsabläufe in das Hochdruck-Hydrauliksystem der Federung, etwa die Lenk- und Bremsunterstützung, wodurch zusätzliche Komponenten wie eine Lenkservopumpe und ein Bremskraftverstärker entbehrlich werden.

## Fahrzeuge
Typisch ist die Hydropneumatik für die größeren Pkw von Citroën. Erstmals experimentell verwendet wurde das System an Prototypen des 2CV, dann in Serie an der Hinterachse des Citroën 15CV des letzten Baujahres. Offiziell eingeführt und bekannt wurde es mit der Citroën DS (1955 bis 1975).
In Lizenz haben Rolls-Royce (im Rolls-Royce Silver Shadow, Silver Spirit, Silver Spur sowie in der Corniche und dem Camargue (ab Modelljahr 1981) ) und Daimler-Benz (serienmäßig im Mercedes-Benz 450 SEL 6.9 der Mercedes-Benz Baureihe 116 – 1975 bis 1980 –, wahlweise gegen Aufpreis in den 8-Zylinder-SEL-Modellen der Mercedes-Benz Baureihe 126 – 1979 bis 1991 – sowie serienmäßig an der Hinterachse des T-Modells der Baureihe 124 – 1985 bis 1996) die Hydropneumatik-Technologie eingesetzt. Bei Rolls-Royce wurde diese Technologie anfangs zwar zur Niveauregulierung und für das Bremssystem, nicht aber zur Federung eingesetzt. Bei Mercedes-Benz fand die Hydropneumatik nur Anwendung bei der Fahrzeugfederung. Eine Servolenkung war bei beiden Herstellern nicht in das Zentralhydrauliksystem integriert.
Hydropneumatisch gefederte Modelle von Citroën sind:
- 15CV des letzten Baujahres (nur an der Hinterachse)
- einige Krankenwagen-Varianten des Typ H (nur an der Hinterachse)
- DS / ID
- SM
- GS / GSA
- M35 (Kleinserie mit Wankelmotor)
- CX
- BX
- XM
- Xantia
- C5
- C6

Im Citroën XM (beginnend ab 1989) war die Hydropneumatik erstmals mit der elektronischen Steuerung Hydractive ausgestattet. Der Citroën Xantia Activa hatte zusätzlich aktive Stabilisatoren, die die Seitenneigung in Kurven nahezu vollständig unterdrückten.
Mit der Produktionseinstellung von XM und Xantia im Jahr 2000 endete die Ära der zentralen Hydropneumatiksysteme, ebenso die Verwendung von LHM.
Die Hydropneumatik im Citroën C5 und C6 arbeitet nicht mehr mit einer vom Fahrzeugmotor angetriebenen, sondern mit einer elektrisch betriebenen Pumpe. Zur Steuerung des Öldruckes für die Einstellung der Karosserie-Normalhöhe dienen hier nicht mehr vom Hydrauliköl durchflossene mechanische Höhenkorrektorventile, sondern elektronische Höhensensoren, die ihre Daten an ein Federungssteuergerät leiten und damit elektromagnetische Ventile aktivieren. Lenkung und Bremssystem sind konventionell aufgebaut und nicht mehr wie bei früheren Konstruktionen mit der Hydropneumatik verbunden, es ist kein zentralhydraulisches System mehr. Das eingesetzte Öl heißt nun LDS.
Ein derartiges System ist auch an der Hinterachse der allradgetriebenen Version des Peugeot 405 zu finden.
Der letzte Citroën mit Hydropneumatik wurde im August 2017 produziert.

## Hydraulikflüssigkeit

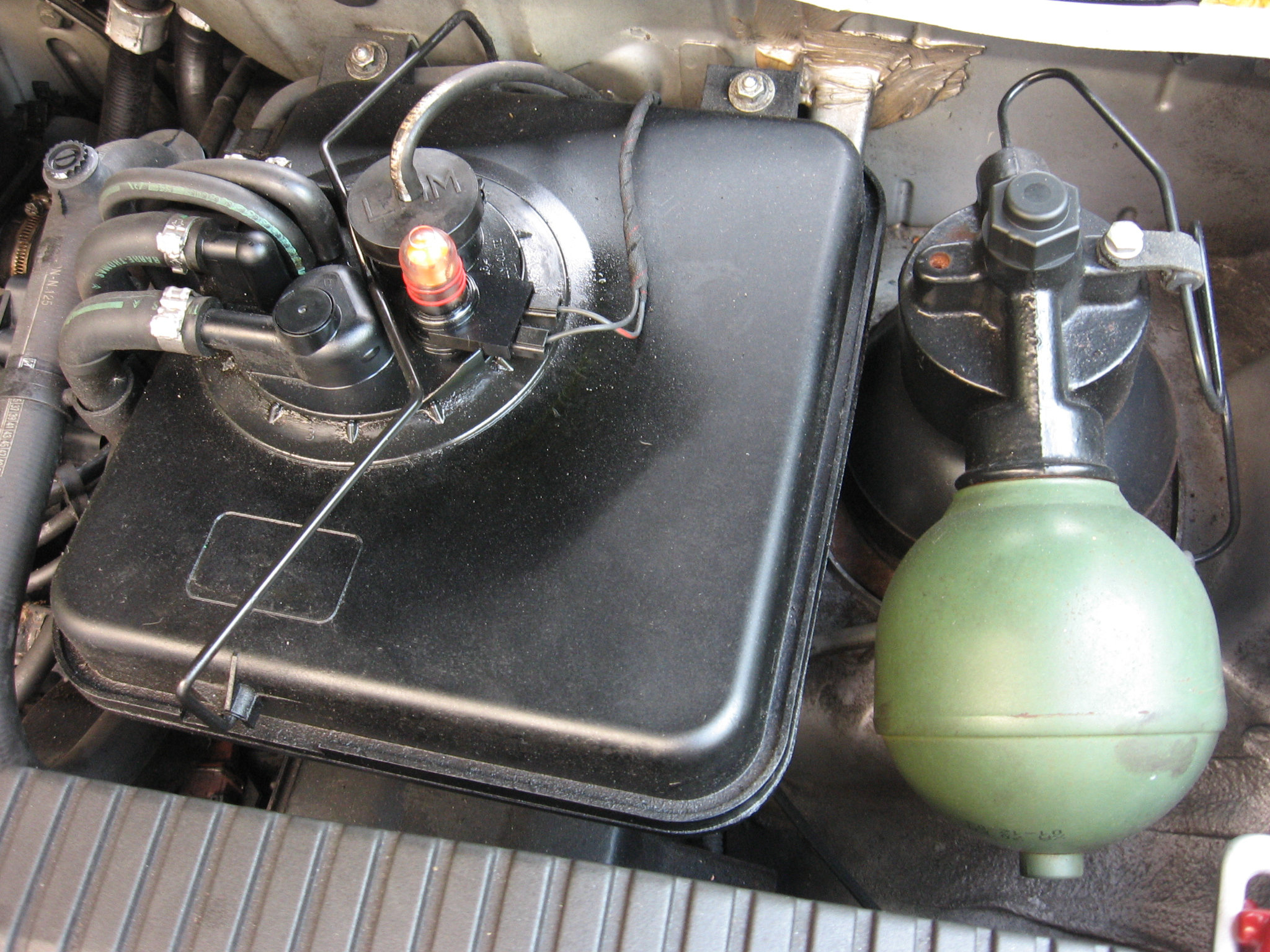
LHM Vorratsbehälter und grüne Kugel des Bremssystems in einem Citroën Xantia

Zunächst setzte Citroën eine als HF Rouge bezeichnete Bremsflüssigkeit als Hydraulikflüssigkeit ein.
Zwischen 1954 und 1967 wurde das sogenannte LHS (liquide hydraulique synthetique) verwendet, erkennbar an der roten Farbe. Bremsflüssigkeit vermischt sich mit Wasser. Im zur Umgebungsluft offenen Hydraulik-System führte die Aufnahme von Luftfeuchtigkeit zu Korrosionsproblemen. 
Ab 1964 wurde LHS durch die farblose LHS2 ersetzt, die ebenfalls hygroskopisch war und bei unzureichender Wartung zu Korrosionsschäden im Hydrauliksystem führte. Zudem war diese Flüssigkeit Lack gegenüber aggressiv.
Das später für alle Zentralhydrauliksysteme verwendete grüne LHM (liquide hydraulique minerale) wurde 1966 eingeführt. LHM war als Mineralöl nicht mehr hygroskopisch, was die Lebensdauer und Betriebsfestigkeit der Systeme verbesserte und die Wartungsarbeiten an der Hydropneumatik auf seltene Ölwechsel (Citroën DS: alle 40.000 km), Reinigung des Filters und gelegentliches Prüfen des Federkugeldruckes reduzierte.
Auch Rolls-Royce, Peugeot, Mercedes-Benz, Jaguar, Audi und BMW verwenden Mineralöl in hydraulischen Federungssystemen.
Rote und grüne Hydraulikflüssigkeiten sind nicht untereinander mischbar und dürfen nicht verwechselt werden.
In der Hydractive 3 Federung von Citroën wird eine orangefarbene LDS Hydraulikflüssigkeit verwendet, die der DIN 51524-3 für HVLP entspricht.

## Vorteile und Nachteile des Systems
Der hohe Fahrkomfort sorgt bei an die Hydropneumatik nicht gewöhnten Fahrern teilweise für ein unsicheres Gefühl, da mental eine weiche Stahlfederung mit ihren Handhabungsnachteilen assoziiert wird. Dass die Straßenlage auch bei den typischen Karosseriebewegungen stabil bleibt, muss einige Zeit erfahren werden. Die Reaktion von Citroën darauf war eine über die Jahre zunehmende Straffung des Fahrwerks, was jedoch nur Komforteinbußen bedeutete, ohne die Handhabung erheblich zu verbessern.
Den etwas höheren Kosten der Hydropneumatik steht ein sehr hoher Komfort- und Sicherheitsgewinn gegenüber, besonders auf großen Unebenheiten bzw. Bodenwellen. Kürzere Stöße sind dagegen nicht unbedingt besser gedämpft als von einer Stahlfederung; hier spielen die Federeffekte der Reifen eine ausgeprägtere, besonders merkbare Rolle.
Ohne Systemdruck, das heißt, wenn der Motor nicht läuft und so die Hochdruckpumpe nicht angetrieben wird, ist das Abschleppen von DS, ID, SM, GS/A, CX, BX, XM und Xantia nur bedingt möglich, da das Fahrwerk nicht aktiv ist, der Wagen schnell aufsetzt und nur die Feststellbremse zur Verfügung steht (die bei diesen Modellen auf die vorderen Antriebsräder wirkt).
Die Sicherheitslogik der Bremsen sorgt für einen gefühlt unbegrenzten Ölnachschub bei defekten (offenen, auslaufenden) Bremsen bzw. Hydraulikleck, was zwar in diesem Fall zu einer erheblichen Umweltverschmutzung führt, das Fahrzeug aber sicher anhalten lässt. Sollte der Primärkreislauf ausfallen, wird die Bremsversorgung vom Federungssystem übernommen: Das Fahrzeug senkt sich dann zwar bei jedem Bremsvorgang ein paar Millimeter ab, aber es kann ungezwungen an verkehrssicherer Stelle ganz normal abgestellt werden.
Das Bremsen mit den Citroën DS, SM, GS/A, CX und BX ist gewöhnungsbedürftig: Statt mit einem langen Pedalweg den Bremsdruck aufzubauen, musste mit einem kurzen Weg nur ein Ventil geöffnet werden (Druckpunktbremse). DS (Pallas-Ausstattung) und SM hatten anstatt eines Pedals gar nur einen Gummiknopf, auch Bremspilz genannt, der das Bremsventil betätigte. Bei den späteren Citroën Xantia und XM wurde der Pedalweg simuliert. Diese zentrale Hochdruckbremse war sehr feinfühlig und empfindlich. Ein bei konventionellen Fahrzeugen normaler Druck auf die Bremse führte hier zu einer Vollbremsung. Ein verschlissenes Bremsventil ist eine Weile nach einer Motorabstellung durch ein absinkendes Heck sowie einem viel öfter tickenden Druckregler zu merken. Die folgenden Citroën C5 und C6 haben eine marktübliche Servobremse.
Heute lassen sich ältere Modelle, z. B. BX oder Xantia, relativ preiswert instand halten. Die Alterung verschiedener Teile aus Gummi weist nach mehr als 15 Jahre auf einen unvermeidbaren Ersatz sämtlicher Rückleitungen hin, ggf. auch Hochdruckleitungen, die rosten können. Sonst drohen Lecks von LHM bzw. LDS. Eine geplatzte Hochdruckleitung führt unmittelbar zu einer immobilisierenden Panne; das rote STOP-Licht zusammen mit dem ebenfalls rotem „!“-Licht auf der Instrumententafel deutet auf den plötzlichen Druckverlust und/oder an den zu geringen Niveau der LHM- oder LDS-Flüssigkeit. Der Wagen muss sofort auf Halt gebracht werden; die Höhe zum Boden bereitet Druckreserven fürs Lenken und Bremsen dazu. Läuft die Pumpe trocken aufgrund fehlender Flüssigkeit, wird sie infolgedessen schnell zerstört, was zu hohen Reparaturkosten führt. Die Verwendung unzulässiger Flüssigkeiten anstatt LHM bzw. LDS im System führt sehr oft zu seiner Zerstörung, und die Schäden sämtlicher Teile, wie z. B. der Druckregler oder die Pumpe, sind evtl. irreversibel.
Die hydropneumatische Federung zeichnet sich im Vergleich zu einer Luftfederung durch eine höhere Zuverlässigkeit bzw. Robustheit sowie einen geringeren Raumbedarf sämtlicher Federelemente aus. Mehrere Citroën CX, BX, XM und Xantia haben die 500.000-km Grenze überschritten.